# Parasemidalis
Parasemidalis is een geslacht van insecten uit de familie van de dwerggaasvliegen (Coniopterygidae), die tot de orde netvleugeligen (Neuroptera) behoort.

## Soorten
- P. alluaudina (Navás, 1912)
- P. fuscipennis (Reuter, 1894)
- P. principiae Sziráki & Greve, 2001
- P. similis Ohm, 1986
- P. triton Meinander, 1976